# Ryōta Takeda

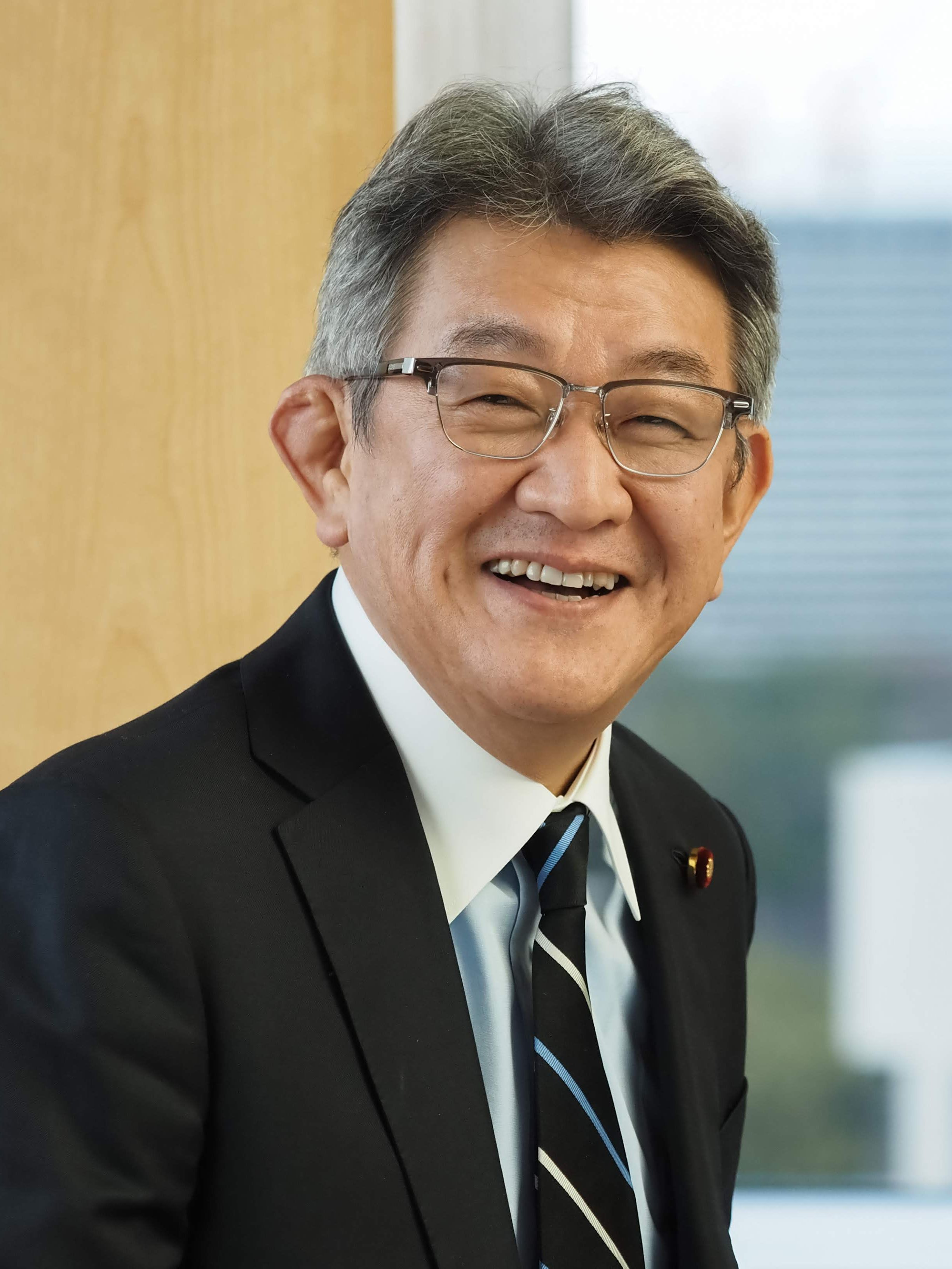
Ryōta Takeda (2020)

Ryōta Takeda (jap. 武田 良太 Takeda Ryōta; * 1. April 1968 in der Stadt Fukuchi, Kreis Tagawa, Präfektur Fukuoka) ist ein japanischer Politiker (LDP→parteilos/zur Fraktion Group Kaikaku→LDP→parteilos→LDP, darin zuletzt Nikai-Faktion). Er war von 2003 bis 2024 Mitglied des Abgeordnetenhauses (Unterhaus des Nationalparlaments) für den 11. Wahlkreis Fukuoka und von 2019 bis 2021 Minister im Kabinett, zunächst bis 2020 für Katastrophenschutz und Polizei, danach als Innenminister.
Takeda, der Neffe von Rokusuke Tanaka (1963–1985 LDP-Unterhausabgeordneter für den früheren SNTV-Viermandatswahlkreis Fukuoka 4 und unter anderem Minister im MITI und dem Kabinettssekretariat), studierte englische Literatur an der Waseda-Universität. 1992 wurde er Sekretär für den Unterhausabgeordneten Shizuka Kamei (damals LDP, Hiroshima). Mit nur 25 Jahren trat er bei Unterhauswahl 1993 selbst als LDP-Kandidat im früheren Wahlkreis seines Onkels an, landete aber mit 3,2 % der Stimmen nur auf dem siebten und letzten Platz, die vier Sitze gingen an zwei Amtsinhaber (Shōzaburō Jimi, LDP und Sekisuke Nakanishi, SPJ) und zwei neue Abgeordnete von Erneuerungspartei (Kōzō Yamamoto) und Kōmeitō (Kazuo Hirotomo). Nach der Umstellung des Wahlsystems auf Einmandatswahlkreise kandidiert Takeda im neuen Wahlkreis 11, zu dem unter anderem auch Kreis und Stadt Tagawa gehören. 1996 unterlag er Yamamoto (nun NFP) und Nakanishi (nun SDP), 2000 landete er vor Nakanishi, aber hinter Yamamoto (nun parteilos). Vor der Wahl 2003 war Yamamoto der LDP beigetreten; als unabhängiger Kandidat trat Takeda erneut an und setzte sich durch. Zusammen mit vier anderen neuen konservativen parteilosen Abgeordneten gründete er zunächst die Group Kaikaku (グループ改革, „Group Reform“), trat aber 2004 der LDP bei.
2005 stimmte er wie viele LDP-Abgeordnete gegen die von Premierminister Koizumi geplante Postprivatisierung und musste bei der aus der Rebellion resultierenden „Postprivatisierungswahl“ 2005 wieder unabhängig kandidieren, verteidigte Fukuoka 11 aber hauchdünn mit weniger als 500 Stimmen Vorsprung auf Yamamoto, der einen LDP-Sitz bei der Verhältniswahl in Kyūshū gewann. Er stimmte im zweiten Anlauf der Postprivatisierung zu und konnte voll in die LDP zurückkehren. Von 2008 bis 2009 war er parlamentarischer Staatssekretär im Verteidigungsministerium.
Bei der Abgeordnetenhauswahl 2009, als er sich souverän gegen Kandidaten von SDP und KPJ durchsetzte, gewann Takeda Fukuoka 11 zum ersten Mal als LDP-Kandidat; Yamamoto wechselte in den Verhältniswahlblock, später in den Wahlkreis 10. Den Sitz hielt Takeda bei drei folgenden Wahlen ungefährdet gegen wechselnde Herausforderer verschiedener Parteien. 2012 wurde er Vorsitzender des Sicherheitsausschusses (anzen-hoshō-iinkai) im Abgeordnetenhaus, 2013 bei der Halbzeitauswechslung der meisten Staatssekretäre unter dem Kabinett Shinzō Abe II „Vizeminister“ im Verteidigungsministerium.
Nach der Oberhauswahl 2019 berief Shinzō Abe Takeda bei einer Kabinettsumbildung zum öffentlichen Sicherheits- (Polizei) und Katastrophenschutzminister. Unter Nachfolger Yoshihide Suga wechselte er 2020 im Kabinett Suga in das Ministerium für allgemeine Angelegenheiten. (Sōmu-shō; ist ein Innenministerium, heißt in Japan aber nicht so. Das Ministerium für innere Angelegenheiten, zuständig unter anderem für zentralistische Regional- und zeitweise auch Kolonialverwaltung, Polizei, Medienzensur, Geheimpolizei und Staatsreligion, wurde nach dem Zweiten Weltkrieg zerschlagen. In englischer Übersetzung durch die japanischen Ministerialbeamten heißt das Sōmu-shō dagegen Ministry of Internal Affairs and Communications.) Im Oktober 2021 wurde er durch Yasushi Kaneko abgelöst.
Im Zuge des LDP-Skandals um Kickbacks aus Faktionsfundraisern 2023/24 wurde Takeda parteiintern für ein Jahr von Parteiämtern suspendiert und war bei der Abgeordnetenhauswahl 2024 von einer Doppelkandidatur ausgeschlossen. Er unterlag mit rund 43 % der Stimmen Tomonobu Murakami (45 %; inzwischen Nippon Ishin no Kai) und schied aus dem Abgeordnetenhaus aus.